# Síndrome de Ramsay Hunt

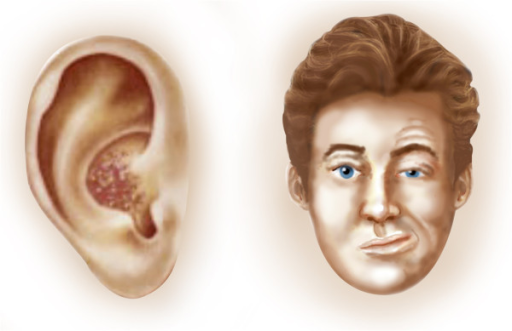
Lesión por herpes zóster en pabellón auricular y parálisis facial.

Tres síndromes neurológicos diferentes llevan el nombre de síndrome de Ramsay Hunt . Su única conexión es que todos fueron documentados por primera vez por el  neurólogo James Ramsay Hunt (1872-1937).
- El síndrome de Ramsay Hunt tipo 1 , también llamado síndrome cerebeloso de Ramsay Hunt , es una forma rara de degeneración cerebelosa que implica epilepsia mioclónica , ataxia progresiva , temblor y un proceso demencial.[1]
- El síndrome de Ramsay Hunt tipo 2 es la reactivación del herpes zóster en el ganglio geniculado . A veces se le llama herpes zóster ótico y tiene una presentación variable que puede incluir una lesión de la neurona motora inferior del nervio facial, sordera , vértigo y dolor.[2][3] La presentación típica es una tríada de parálisis facial ipsilateral, dolor de oído y vesículas en la cara, o en la oreja.[4]
- El síndrome de Ramsay Hunt tipo 3 es una afección a la que se hace referencia con menos frecuencia, una neuropatía inducida por el trabajo de la rama palmar profunda del nervio cubital . También se le llama enfermedad de Hunt o parálisis del artesano .[5]